# Beto y sus Canarios
Beto y sus Canarios es una banda de música regional mexicana formada en Huetamo, Michoacán, México. Fue fundada en 1987 por Gabino García y Edilberto Portillo. Después de lanzar varios álbumes, en 2001 el grupo lanzó su álbum «Tuve una novia», con el sencillo «Noche eterna», que se convirtió en un éxito número uno en la lista Billboard Hot Latin Songs.
El grupo, criado en Huetamo en compañía de sus compatriotas La Dinastía de Tuzantla, son dos pioneros en explotar la música de Tierra Caliente.

## Historia
La banda Beto y sus Canarios se formó en 1987 en Huetamo, Michoacán, México, en la región de Tierra Caliente. El director musical Gabino García se acercó a Edilberto Portillo con la propuesta a principios de ese año y los dos comenzaron a trabajar para audicionar y reclutar miembros, estableciéndose como músicos que no habían estado en ningún tipo de grupo musical antes del suyo.
El conjunto tardó siete meses en ensayar y organizarse antes de empezar a tocar en eventos comunitarios y reuniones sociales. Las primeras grabaciones generaron éxitos locales que se convirtieron en éxitos regionales. Canciones como "Mi última contrabanda" y "Carga fina" llamaron la atención de públicos fuera de México, y pronto se le ofrecieron al grupo oportunidades de viajar y actuar por todo Estados Unidos.
Beto y sus Canarios tiene dos canciones en el Top 20 de Canciones Regionales Mexicanas de Todos los Tiempos de Billboard, con «Está Llorando Mi Corazón» y «No Puedo Olvidarte», obteniendo el puesto 15 y 7 respectivamente.
Epigmenio Gaytán, quien fuera tecladista de la agrupación, falleció debido a la pandemia de COVID-19 en México.

## Discografía

### Álbum
- 1993: Con Cartitas (primer disco en Discos Ciudad/DLV)
- 1994: Puras de Arranque
- 1996: Banda Armada
- 1997: Pura Carga Fina
- 1998: A Quién Esperas
- 1999: Que Dios Te Bendiga
- 2001: Tuve Una Novia (último disco en Discos Ciudad/DLV)
- 2002: Mi Despedida (primer disco en Disa)
- 2004: 100% Tierra Caliente
- 2005: Ardientes
- 2006: Contigo por Siempre
- 2007: Gracias
- 2009: Loco Por Tu Amor
- 2010: De Parranda en Parranda (último disco de Disa)
- 2012: Sin Reversa (único disco en Vene Music)
- 2014: Por Todo Tierra Caliente (primer disco en Morena Music)
- 2015: Homenaje al Poeta Gracias Joan Sebastian
- 2016: Al Estilo de Mi Rancho
- 2019: Al Fin Te Encontré a Ti
- 2021 Especial 34 Aniversario
- 2021 Amores Aventureros

### Individual
- 2004: "Está Llorando Mi Corazón"
- 2005: "No Puedo Olvidarte

## Premios y nominaciones
| 2001 | Premios Billboard de la Música Latina |                                                                                    |                          |          |        |
| 2001 | Premios Billboard de la Música Latina | Mejor interpretación regional mexicana del año interpretada por un grupo masculino | Noche Eterna             | Ganador  | [ 8 ]  |
| 2006 | Premios latinos de BMI                |                                                                                    |                          |          |        |
| 2006 | Premios latinos de BMI                |                                                                                    | No Puedo Olvidarte       | Ganador  | [ 9 ]  |
| 2005 | Premios Que Buena                     |                                                                                    |                          |          |        |
| 2005 | Premios Que Buena                     | Canción de banda del año                                                           | Está Llorando Mi Corazón | Nominado | [ 10 ] |
| 2005 | Premios Que Buena                     |                                                                                    |                          |          |        |
| 2005 | Premios Que Buena                     | Grupo del Año Tierra Caliente                                                      |                          | Nominado | [ 10 ] |